# Jean Mathieu de Chazelles
Jean Mathieu de Chazelles est un hydrographe français membre de l'Académie royale des sciences, né à Chazelles-sur-Lyon le 24 juillet 1657, et mort à Marseille le 16 janvier 1710.

## Biographie
Né à Chazelles-sur-Lyon, il est venu se former à Paris en 1675. Il a rencontré Jean-Baptiste Du Hamel qui a apprécié ses capacités, et l'a présenté à Jean-Dominique Cassini qui l'a pris avec lui à l'observatoire de Paris. Il a commencé par travailler à l'établissement d'une grande carte géographique en forme de planisphère ayant un diamètre de 27 pieds de diamètre. Quand le roi est venu visiter l'observatoire de Paris, en 1682, on lui a montré un grand planisphère que Cassini avait fait dessiner sur le pavé de la tour occidentale par Sédileau et Chazelles, qui a été la première ébauche de la Mappemonde rectifiée. En 1683, il a travaillé avec Cassini sur la méridienne de Paris jusqu'à Bourges.
Il est ensuite désigné pour enseigner les mathématiques au duc de Mortemart avec qui il a fait la campagne de Gênes en 1685. Pour le récompenser, le duc de Mortemart lui fait obtenir l'année suivante une seconde place d'hydrographe qui venait d'être établie pour les Galères de Marseille. Le poste de premier hydrographe était pourvu par les jésuites. Comme professeur d'hydrographie à Marseille, il fait des relevés des côtes, des ports et des rades jusqu'en 1688 et forme les jeunes pilotes destinés à servir sur les galères. En 1689, il a visité les côtes du Ponant. Il embarque comme ingénieur sur les galères de Rochefort qui participent à la descente de Teignmouth le 9 août 1690 sous les ordres de Tourville. Revenant de la campagne, ne pouvant faire stationner les galères au Havre et à Honfleur, il les fit remonter jusqu'à Rouen. Il a pu dresser huit nouvelles cartes du Ponant qui ont été introduites dans le Neptune françois publié en 1692.
À partir de 1693, il reçoit l'ordre du roi de visiter le Levant et l'Égypte pour y faire des observations sur l'astronomie et la cartographie. Il a participé à la publication du second tome du Neptune françois, ou Recueil des cartes marines levées et gravées par ordre du Roy qui comprend l'hydrographie de la mer Méditerranée.
L'Académie des sciences avait souhaité vérifier la longitude et la latitude des lieux où les anciens astronomes avaient faits des mesures. l'abbé Jean Picard ayant fait des relevés à Uraniborg en 1671, il avait constaté une différence de 18' de la méridienne entre ses mesures et celles de Tycho Brahe. Une controverse s'est alors élevée pour savoir si cette différence était due à une erreur ou à un mouvement des pôles. Pendant son séjour en Égypte il a fait des mesures sur les pyramides et a remarqué que les côtés de la base de la grande pyramide sont orientés suivant les directions des points cardinaux. Il en a conclu que cette orientation était volontaire et que les pôles de la Terre et les méridiens n'ont pas subi de déviation depuis leur construction. Il a relevé la position d'Alexandrie où Hipparque et Ptolémée avaient faits leurs mesures.
Il a été nommé associé astronome en 1695. Il est ensuite revenu à Marseille pour reprendre ses anciennes fonctions. Il a fait une suite de campagnes en mer , soit en guerre, soit en paix, pendant lesquelles il fait des relevés des côtes. Il a été nommé associé mécanicien, premier titulaire, nommé par Louis XIV le 28 janvier 1699. 
En 1700, le roi ayant demandé à Jean-Dominique Cassini de continuer le relevé du Méridien de Paris vers le sud, Jean Mathieu de Chazelles l'a rejoint à Rodez. Ayant terminé le relevé jusqu'à la frontière espagnole, il est venu s'installer malade à Paris. Il a alors proposé à l'Académie de dresser un portulan général de la Méditerranée.
Il meurt en 1710, à Marseille, dans les bras du Père jésuite Antoine Laval, professeur royal de mathématiques et d'hydrographie des officiers et gardes de la marine de Marseille et Toulon.
Louis Feuillée, botaniste et explorateur a été un de ses élèves.